# جوليو مورينو
جوليو مورينو (17 يناير 1903 – غ. م.) هو مبارز بالسيف تشيلي راحل، مثّل بلاده في الألعاب الأولمبية الصيفية 1936.

## روابط رياضية
جوليو مورينو على موقع أوليمبيديا (الإنجليزية)